# 特羅布里奇鎮區 (密歇根州)
特羅布里奇鎮區（英語：Trowbridge Township）是位於美國密歇根州阿勒根縣的一個行政鎮區。

## 地方資料
特羅布里奇鎮區的面積為92.70平方千米，當中陸地面積為89.70平方千米，而水域面積為3.00平方千米。根據2010年美國人口普查的數據，當地共有人口2530人，而人口密度為每平方千米27.29人。